# Fraubillenkreuz
La Fraubillenkreuz (en allemand : Das Fraubillenkreuz), connue également sous le nom de « Sybillenkreuz » (« Croix de Sybille »), est un mégalithe datant du Néolithique situé sur le Ferschweiler Plateau (en), en Rhénanie-Palatinat (Allemagne).

## Situation
Le monolithe est situé dans une zone boisée de l'Eifel, à une trentaine de kilomètres au nord-ouest de Trèves et à quelques kilomètres de la frontière germano-luxembourgeoise. Les villages les plus proches sont Bollendorf au sud, Schankweiler au nord, Biesdorf à l'ouest, et Ferschweiler à l'est.

## Description
Il s'agit d'un menhir christianisé d'une hauteur de 3,50 m.

## Histoire
Selon la tradition, le menhir, vieux de 5 000 ans, fut sculpté en forme de croix au VIIIe siècle par Willibrord, un missionnaire anglo-saxon qui avait entrepris l'évangélisation des Germains de la région, restés fidèles aux dieux germaniques.
Le menhir est mentionné en 1617 sous le nom de « Sybillenkreuz » (« Croix de Sybille ») ; le nom Fraubillenkreuz pourrait dériver de Frau Sybille (« Dame Sybille ») suivi de kreuz (« croix »), c'est-à-dire la « Croix de Dame Sybille ».